# Muná
Pour les articles homonymes, voir Muna.
Muná est une ville mexicaine située dans l'État du Yucatán, au sud de Mérida. En 2003, la population de Muná s'élevait à environ 11 000 habitants.